# Heligmomerus taprobanicus
Heligmomerus taprobanicus is een spinnensoort in de taxonomische indeling van de valdeurspinnen (Idiopidae).
Het dier behoort tot het geslacht Heligmomerus. De wetenschappelijke naam van de soort werd voor het eerst geldig gepubliceerd in 1892 door Eugène Simon.